# Чхорин-ванху
Чхорин-ванху (철인왕후; 哲仁王后; 27 апреля 1837 г. - 12 июня 1878 г.)  — чосонская королева-консорт. Супруга Ли Хвана, короля Чхольчона, 25-го монарха Чосона. Происходила из клана Андон Ким. Она была известна как Вдовствующая королева Мёнсон (명순대비) после смерти мужа и во время правления короля Коджона. Когда король Коджон провозгласил Корейскую империю, королева посмертно получила титул Чхорин, Знаковая императрица» (철인장황후, 哲仁章皇后).

## Жизнеописание

### Ранняя жизнь и брак
Госпожа Ким родилась в (новом) клане Андон Ким (хангыль: 신 안동 김씨; ханча: 新 安東 金氏)  27 апреля 1837 года и была старшей дочерью Ким Мун Гына (хангыль: 김문근;  ханча:  金汶根) и его второй жены, госпожи Мин из клана Ёхын Мин. У неё был один младший брат.
Госпожа Ким обычно не была близка со своими родителями или семьей, была известна своей немногословностью и с трудом раскрывала свои чувства окружающим.
В рамках манипулирования кланом Андон Ким над королём Чхольчоном, в особенности через королеву Сунвон, 14-летняя госпожа Ким вышла замуж за 20-летнего короля Чхольчона 17 ноября 1851 года. Говорят, что как королева она не была вовлечена и не встала на сторону своей семьи в королевской политике, поскольку держалась особняком.
Как родители супруги королевы, госпожа Мин получила королевский титул «Внутренняя принцесса-консорт Хынъян из клана Ёхын Мин» (хангыль: 흥양부부인 여흥 민씨;  ханча: 興陽府夫人 驪興 閔氏), Ким Мун Гын получил королевский титул «Внутренний принц Ёнын» (хангыль: 영은부원군, ханча:  永恩府院君). Первая жена её отца, госпожа Ли, также получила королевский титул «Внутренняя принцесса-консорт Ёнан из клана Ёнан Ли» (연양부부인 연안 이씨, 延陽府夫人 延安 金氏), поскольку она также считалась матерью госпожи Ким.
22 ноября 1858 года королева родила сына, Королевского принца Ли Юн-джуна, но он умер через 6 месяцев и 3 дня, 25 мая 1859 года.
По мере того, как Чхольчон ещё больше впадал в болезнь, Великая Вдовствующая королева Синджон видела возможность продвинуть дела клана Пунъян Джо (единственного настоящего соперника клана Андон Ким).

### Жизнь Вдовствующей королевы
33-летний ван Чхольчон умер 16 января 1864 года в зале Тэджоджон во дворце Чхандок. Причина его смерти неоднозначна, так как о ней не было чётких официальных записей. Некоторые предположили, что причиной смерти Чхольчона могло быть заболевание печени или туберкулёз; однако по существующим документам на сегодняшний день ещё трудно сделать определённый вывод.
Согласно Ильсонноку («Дневник самоанализа»), с тех пор как Чхольчон взошёл на трон, у него была слабая пищеварительная система, что вызвало ряд хронических заболеваний на протяжении всей его жизни. У Чхольчона также были симптомы астмы, и он довольно легко простуживался. Таким образом, трон остался вакантным и нуждался в наследнике.
Выбор следующего правителя находился в руках трёх вдов: Вдовствующей королевы Хёю, вдовы наследного принца Хёмёна и матери короля Хонджона, Вдовствующей королевы Мёнхон, вдовы Хонджона, и Вдовствующей королевы Мёнсун, жены короля Чхольчона.
К вдовствующей королеве Хёю с попыткой занять престол обратился Ли Хаын, потомок короля Инджо, чей отец стал приёмным сыном принца Ынсина, племянника короля Ёнджо. Семейная ветвь Ли Хаына принадлежала к малоизвестной линии потомков клана Чонджу Ли, который пережил часто смертельные политические интриги, ранее втянутый в них при королевском дворе Чосона, не образуя никаких связей. Сам Ли Хаын не имел права занимать трон из-за закона, согласно которому любой возможный наследник должен был быть частью поколения после последнего занимавшего престол, но его второй сын Ли Мёнбок (будущий император Коджон), был возможным преемником.
Клан Пунъян Джо увидел, что Ли Мёнбоку всего двенадцать лет, и что он не сможет править от своего имени, пока не достигнет совершеннолетия, и что они могут легко повлиять на Ли Хаына, который будет исполнять обязанности регента будущего короля. Как только известие о смерти Чхольчона достигло Ли Хаына через его запутанную сеть шпионов, он и клан Пунъян Джо забрали королевскую печать — предмет, который считался необходимым для законного правления и получения аристократического признания — фактически давая королеве Синджон абсолютную власть выбирать наследника престола. К тому времени, когда смерть Чхольчона стала известным фактом, клан Андон Ким был бессилен по закону.
16 января 1864 года Великая Вдовствующая королева Синджон назначила Ли Мёнбока принцем Иксоном, а на следующий день его отец — Ли Хаын — получил титул Великого внутреннего принца (Тэвонгун).
Несколько дней спустя, 21 января, Ли Мёнбок был возведён на престол как ван Коджон, в Вдовствующая королева Синджон стала регентом.
Поскольку Коджону было 12 лет, королева Синджон пригласила Ли Хаына помочь сыну в управлении. Она фактически отказалась от своего права быть регентом, и хотя она сохранила титул, Ли Хаын фактически был истинным правителем.
Вдовствующая королева Мёнсун провела бесполезное 14-летнее правление, поскольку Великий внутренний принц изгнал и истребил власть клана Андон Ким, а вскоре после этого и власть клана Пунъян Джо.
Она умерла 12 июня 1878 года в зале Янхва во дворце Чангён и похоронена в Йерыне (Сеул, вместе со своим мужем Чхольчоном. Когда ван Коджон провозгласил Корейскую империю, королева посмертно получила титул Чхори́н «Знаковая императрица» (철인장황후, 哲仁章皇后).

## Семья

### Родители
- Пра-пра-пра-пра-пра-пра-пра-пра-прадедушка: Ким Сенхэ (김생해, 金生海)
- Пра-пра-пра-пра-пра-пра-пра-прадедушка: Ким Гыкхё (김극효, 金克孝) (16 сентября 1542-3 февраля 1618)
- Пра-пра-пра-пра-пра-пра-пра-прабабушка: госпожа Чжон из клана Доннэ Чжон (동래 정씨)
- Пра-пра-пра-пра-пра-пра-прадедушка: Ким Сангван (김상관, 金尙觀)[13]
- Пра-пра-пра-пра-пра-прадедушка: Ким Гванчан (김광찬, 金光燦) (1597-24 февраля 1668)
- Пра-пра-пра-пра-пра-прабабушка: госпожа Ким из клана Енан Ким (연안 김씨)[14]
- Пра-пра-пра-пра-прадедушка: Ким Сухан (김수항, 金壽恒) (1629-9 апреля 1689)
- Пра-пра-пра-пра-прабабушка: госпожа На из клана Анджон На (안정 나씨)[15]
- Пра-пра-пра-прадедушка: Ким Чанджиб (김창집, 金昌集) (1648-2 мая 1722)
  - Приемный пра-пра-пра-прадедушка — Ким Чанхоп (김창협, 金昌協) (21 февраля 1651 — 30 мая 1708)
- Пра-пра-пра-прабабушка: госпожа Пак (박씨)
  - Приемная пра-пра-пра-прабабушка: госпожа Ли из клана Енан Ли (연안 이씨); дочь Ли Дансана (이단상, 李端相)[16]
- Прапрапрадедушка: Ким Чжегем (김제겸, 金濟謙)
  - Приемный прапрапрадедушка — Ким Сонгем (김숭겸, 金崇謙) (28 ноября 1682 — 30 ноября 1700)
  - Приемная прапрапрабабушка — госпожа Пак (박씨) (21 мая 1682 — 31 января 1733); дочь Пак Гвона (박권, 朴權)
- Прапрадедушка: Ким Вон Хэн (김원행, 金元行) (14 февраля 1703-5 августа 1772)[17]
- Прадедушка: Ким Лиджик (김이직, 金履直)
- Дедушка: Ким Инсун (김인순, 金麟淳)
- Бабушка: госпожа син (정부인 신씨, 貞夫人 申氏), третья жена Ким Инсуна; дочь Син Ильсика (신일식, 申日式)
- Отец: Ким Мун Гын (김문근, 金汶根) (25 ноября 1801-6 ноября 1863)[18]
- Дядя: Ким Сугын (김수근, 金洙根) (1798—1854)
- Тетя: госпожа Джо из клана Пунъян Чжо (정부인 풍양 조씨, 貞夫人 豐壤 趙氏); дочь Чо Чжинтхэка (조진택, 趙鎭宅)
  - Двоюродный брат: Ким Бёнхак (김병학, 金炳學) (1821—1879); приемный сын Ким Чжунгына (김준근, 金浚根)
    - Жена двоюродного брата: госпожа Юн из клана Папен Юн (파평 윤씨)
    - Жена двоюродного брата: госпожа Ли из клана Сонджу Ли (성주 이씨)
      - Приемный троюродный брат: Ким Сынгюн (김승규, 金昇圭); сын Ким Бен Ю (김병유, 金炳儒).

  - Двоюродный брат: Ким Бенгук (김병국, 金炳國) (1825—1905)
    - Неназванная жена двоюродного брата
      - Приемный троюродный брат: Ким Чжон Гюн (김정균, 金貞均); сын Ким Бенмуна (김병문, 金炳聞).
- Мать: Внутренняя принцесса-консорт Хынъян из клана Ёхын Мин (興양府人人 驪興 閔 cl) (? — 1872); вторая жена Ким Мун Гына
  - Дедушка: Мин Мухен (민무현, 閔懋鉉)
- Мачеха: Внутренняя принцесса-консорт Ёнян из клана Ёнан[уточнить] Ли (연府府人人人 金 金 金) (1799—1824)

Братья и сестры:
- Младший брат: Ким Бен Пиль (김병필, 金炳弼) (1839—1870)
  - Племянник: Ким Хын-гю (김흥규, 金興圭)
    - Внучатый племянник: Ким Ен Чжин (김용진, 金容鎭); усыновлен Ким Чжон Гю (김정규)

Муж
- Чхольчон (25 июля 1831 — 16 января 1864)
  - Свёкор: Ли Гван, Великий внутренний принц Чонгё (전계대원군 이광, 全溪大院君 李㼅) (29 апреля 1785-14 декабря 1841)
    - Законный тесть:  Сунджо (순조, 純祖) (29 июля 1790 — 13 декабря 1834)

  - Свекровь: Великая Внутренняя принцесса-консорт Юнсон из клана Ёндам Ом (용성부대부인 염씨, 龍城府大夫人 廉氏) (20 июля 1793 — март 1834)[19]
    - Законная свекровь: королева Сунвон из клана Андон Ким (순원왕후 김씨) (8 июня 1789 — 21 сентября 1857)

### Дети
- Сын: Королевский принц Ли Юн Джун (원자 융준, 元子 隆俊) (22 ноября 1858-25 мая 1859)

## Титулы
- 27 апреля 1837 – 12 июня 1878: госпожа Ким, дочь Ким Мун Гына из клана Андонг Ким
  1. госпожа Ким (안동 김씨, 安東 金氏)
  2. Дочь Ким Мун Гына (김문근의 딸, 金汶根之 女)
- 17 ноября 1851 – 16 января 1864:[20][21][22] Королева-консорт Чосона(조선 왕비, 朝鮮 王妃)
- 16 января 1864 – 26 марта 1866: Вдовствующая королева Чосона (조선 대비, 朝鮮 大妃)
- 26 марта 1866 – 12 июня 1878:[23] Вдовствующая королева Мёнсун  (명순 대비, 明純 大妃)

### Посмертный титул
- Династия Чосон
  - Полный официальный титул: Королева Менсун[24] Хвисон[25] Чонвон[26] Сурён[27] Кёнхон Чанмок Чхорин Чосона (명순휘성정원수령경헌장목철인왕후; 明純徽聖正元粹寧敬獻莊穆哲仁王后)
  - Краткое неофициальное название: Королева Чхорин (철인왕후; 哲仁王后)
- Корейская империя
  - Полный официальный титул: Императрица Менсун Хвисон Чонвон Сурён Кёнхон Чанмок Чхорин Чан[28] Корейской империи (명순휘성정원수령경헌장목철인장황후; 明純徽聖正元粹寧敬獻莊穆哲仁章皇后)
  - Краткое неофициальное название: Императрица Чхорин Чан (철인장황후; 哲仁章皇后)

## В искусстве
Роль этой королевы сыграли южнокорейские актрисы:
- Чо Намгён в телесериале «Ветер и облако» (KBS1, 1982 год).
- Чхэ Юми́ в телесериале «Тэвонгун» (MBC, 1990 год)
- Ю Хеён в телесериале «Императрица Мёнсон» (KBS, 2001—2002 гг.)
- Син Хесон в телесериале «Королева Чхорин» (tvN, 2020 год).